# إتش ريس هانسن
إتش ريس هانسن (بالإنجليزية: H. Reese Hansen)‏ هو محامي أمريكي، ولد في 8 أبريل 1942.